# Cloudbreaker
Singles de Basto et Yves V
Again and Again
(2012) I Rave You
(2012)
Cloudbreaker est une chanson du DJ et compositeur belge Basto sortie le 9 mai 2012 sous le major Universal Music Group en collaboration avec Yves V. La chanson a été écrite et produite par Basto. Le single se classe dans 3 hit-parades de pays différents.

## Liste des pistes
Promo - Digital
1. CloudBreaker - 3:21
2. CloudBreaker (Original Mix) - 6:23
3. CloudBreaker (Basto Remix) - 5:36
4. CloudBreaker (Basto Dub) - 5:32
5. CloudBreaker (Basto Radio Dub) - 5:32

## Classement par pays
| Classement (2012)                       | Meilleure position |
| --------------------------------------- | ------------------ |
| Belgique (Flandre Ultratop 50 Singles)  | 22                 |
| Belgique (Wallonie Ultratop 50 Singles) | 27                 |
| Belgique (Dance charts)                 | 11                 |
| Belgique (Dance Bubbling Under)         | 11                 |
| France (Club 40)                        | 19                 |
| France (SNEP)                           | 22                 |
| France (SNEP Airplay)                   | 11                 |
| Pays-Bas (Nederlandse Top 40)           | 29                 |